# Merkuriuspassage (Uranus)
Merkuriuspassage från Uranus benämns det som inträffar när planeten Merkurius passerar framför solen sett från Uranus. Merkurius kan då ses som en liten svart skiva som långsamt rör sig över solens yta.

## Passager 2001–2100
| 26 oktober 2020   | 13 januari 2021  | 21 april 2021   | 18 juli 2021  |
| 14 oktober 2021   | 10 januari 2022  | 8 april 2022    | 5 juli 2022   |
| 1 oktober 2022    | 29 december 2022 | 27 mars 2023    | 23 juni 2023  |
| 19 september 2023 | 16 december 2023 | 13 mars 2024    | 20 maj 2061   |
| 17 augusti 2061   | 13 november 2061 | 9 februari 2062 | 9 maj 2062    |
| 5 augusti 2062    | 1 november 2062  | 29 januari 2063 | 27 april 2063 |
| 25 juli 2063      |                  |                 |               |